# Charles de Talleyrand-Périgord
Pour les autres membres de la famille, voir Maison de Talleyrand-Périgord.
Charles Angélique, baron de Talleyrand-Périgord, est un diplomate français né le 8 novembre 1821 et mort le 29 février 1896.

## Biographie
Né à Paris le 8 novembre 1821, il est le fils aîné d'Alexandre-Daniel baron de Talleyrand-Périgord, alors âgé de 45 ans, en poste à la préfecture de l'Aisne, et de son épouse  Charlotte, née Elisa Alix Sara de parents inconnus, pupille de Charles-Maurice de Talleyrand-Périgord et sa fille putative. Sous la monarchie de Juillet, il embrasse la carrière diplomatique sous les auspices de son père qui parachève alors son parcours de haut fonctionnaire dans la diplomatie, aidé par son parent et beau-père putatif Charles-Maurice qui tire alors les ficelles de la politique étrangère de la France depuis son ambassade extraordinaire à Londres. La carrière de Charles de Talleyrand-Périgord prend son essor après les décès consécutifs de son parent (et grand-père putatif) Charles-Maurice en 1838 et de son père  Alexandre-Daniel en 1839. Nommé dans l'ordre de la Légion d'honneur, par ordonnance royale du 19 octobre 1844, il y est promu officier le 27 septembre 1846.
Rallié au second Empire, Charles de Talleyrand-Périgord est notamment nommé par Napoléon III, envoyé extraordinaire et ministre plénipotentiaire auprès du roi de Sardaigne. Il signe à ce titre, au nom de l'empereur Napoléon III, le traité de Turin le 24 mars 1860, par lequel la Savoie et le comté de Nice sont rattachés à la France. Il est élevé à la dignité de Grand Officier de la Légion d'Honneur le 28 juin 1860.
Il est ensuite envoyé en ambassade comme ministre de France à Berlin en 1863, puis ambassadeur à Saint-Pétersbourg de 1864 à 1869. Le 2 octobre 1869, il est nommé sénateur du Second Empire.
Le 11 juin 1862, il épouse une aristocrate russe, Véra Bénardaky, dont il a deux filles. Il est donc le dernier à porter le titre de baron de Talleyrand-Périgord après son père Alexandre-Daniel, élevé à la pairie non héréditaire en 1838, et après son grand-père Louis-Marie, appelé sous l'Ancien Régime baron de Talleyrand, comme demi-frère puîné de Gabriel de Talleyrand comte de Périgord, prince de Chalais, frère puîné de Charles-Daniel comte de Talleyrand, et d'Augustin Louis, vicomte puis comte de Talleyrand. Charles décède en 1896, vingt-quatre ans après son frère puîné Adalbert, sans descendance mâle, qui n'a donc pas pu relever le titre de baron de Talleyrand-Périgord.

## Décorations
- Grand officier de la Légion d'honneur, par décret impérial du 28 juin 1860.

## Sources
- « Charles de Talleyrand-Périgord », dans Adolphe Robert et Gaston Cougny, Dictionnaire des parlementaires français, Edgar Bourloton, 1889-1891 [détail de l’édition]